# تیبیسن
تیبیسن(نام علمی: Tibicen) نام یک سرده از تیره زنجره است.